# Louis Leisler Kiep
Louis Leisler Kiep (* 10. Januar 1884 in Glasgow; † 30. Juni 1962 in Kronberg/Taunus) war ein deutscher Unternehmer und Marineoffizier. Er war 1924 bis 1934 Vorstandsmitglied der Hamburg-Amerika-Linie (Hapag).

## Leben
Kiep wurde als Sohn des Hamburger Holzkaufmanns Johann Nikolaus Kiep (1847–1935), deutscher Konsul in Glasgow, und seiner Ehefrau Charlotte (geb. Rottenburg; 1858–1939) geboren. Die Mutter war als Pflegekind im Haushalt ihres Onkels Louis Leisler (Chemikalienhändler in Glasgow und entfernter Abkömmling von Jakob Leisler) aufgewachsen. Dessen Namen gab sie als zweiten Vornamen an ihren Sohn weiter. Sein jüngerer Bruder war der Diplomat Otto Kiep. Louis Leisler Kiep besuchte bis 1898 die Hillhead High School Glasgow, danach die Klosterschule Ilfeld im Harz, wo er das Abitur bestand.
Er trat 1901 in die Kaiserliche Marine ein, bis 1904 absolvierte er die Seeoffizierausbildung, von 1910 bis 1912 wurde Kiep an der Marineakademie Kiel ausgebildet. Im Ersten Weltkrieg wurde er an verschiedenen Kriegsschauplätzen eingesetzt, unter anderem in der Skagerrakschlacht (1916), wo er als Erster Offizier des Admirals Scheer diente, und als Stabsoffizier beim Unternehmen Albion zur Besetzung der Insel Ösel (1917) sowie bei der Finnland-Intervention. Zum Kriegsende im November 1918 war er Vertreter der Marine in der deutschen Waffenstillstands- und Friedenskommission in Spa und Versailles. Als Korvettenkapitän nahm er 1919 seinen Abschied.
Kiep heiratete 1910 in Frankfurt am Main Eugenie vom Rath, Tochter des nationalliberalen Politikers und Unternehmers Walther vom Rath (Aufsichtsratsvorsitzender der Farbwerke Hoechst). Das Paar hatte zwei Töchter und drei Söhne, darunter der spätere CDU-Politiker Walther Leisler Kiep.
Nach einem Studium der Volkswirtschaft erfolgte 1920 seine Promotion an der Universität Frankfurt zum Dr. rer. pol. Anschließend arbeitete er in leitenden Positionen in der zivilen Schifffahrt, zunächst als Syndikus und Geschäftsführer des Verbands Deutscher Reeder. Ab 1923 war er bei der Hamburg-Amerika-Linie (Hapag) tätig, 1924 wurde er Vorstandsmitglied. Ab 1926 leitete er die Passage-Abteilung und die Abteilung Luftfahrt. Er war an der Ausarbeitung des Union-Vertrags zwischen Hapag und Norddeutschem Lloyd beteiligt. Nach der „Machtergreifung“ der Nationalsozialisten wurde er 1933 in den neu gebildeten Staatsrat von Hamburg berufen. Wegen angeblicher Unregelmäßigkeiten in der Geschäftsführung der Hapag schied Kiep 1934 aus deren Vorstand wie auch aus dem Staatsrat aus. Ab 1936 arbeitete er in Istanbul als Berater der türkischen Regierung (unter Präsident Kemal Atatürk) in Schifffahrtsfragen. Von 1940 bis 1943 war er Generaldirektor der Hamburgischen Landesbank.
Nach dem Zweiten Weltkrieg gelangte Kiep erneut in verantwortungsvolle Positionen. Er war in der Geschäftsführung und im Aufsichtsrat mehrerer Unternehmen der chemischen Industrie tätig, u. a. stellvertretender Vorsitzender des Aufsichtsrats der Farbwerke Hoechst AG (ab 1952). Zudem war er ab 1952 war er Präsident des Landesverbandes Hessen des Deutschen Rotens Kreuzes mit Sitz in Frankfurt. Seine Grabstätte befindet sich auf dem Alten Friedhof Kronberg. Auf dem Grabmal findet sich als Zitat von Gorch Fock die Inschrift: Gottes sind Wogen und Wind - Segel aber und Steuer, dass ihr den Hafen gewinnt, sind Euer.